# 神田上水懸樋

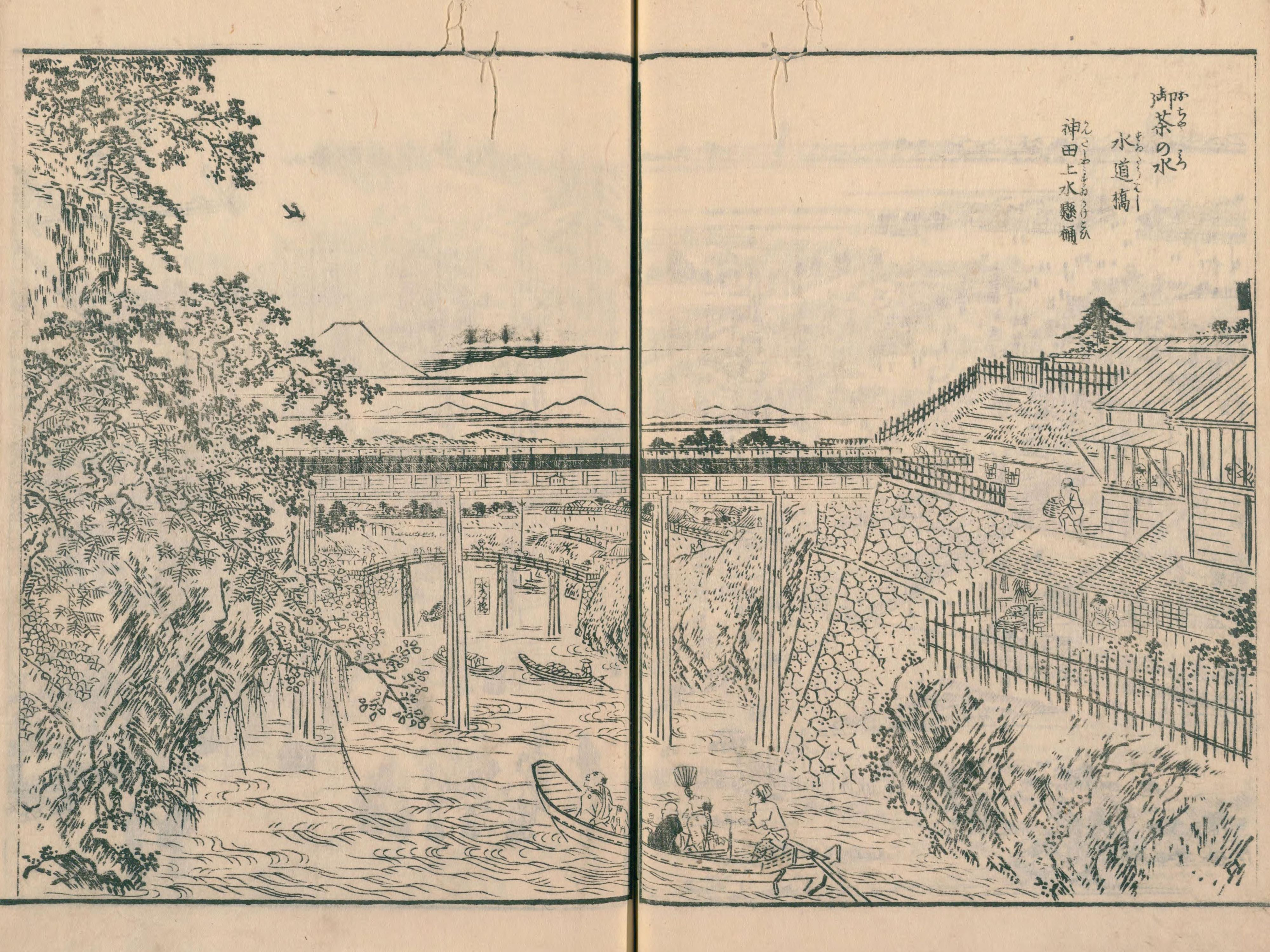
『江戸名所図会』に描かれた神田上水懸樋。長谷川雪旦画

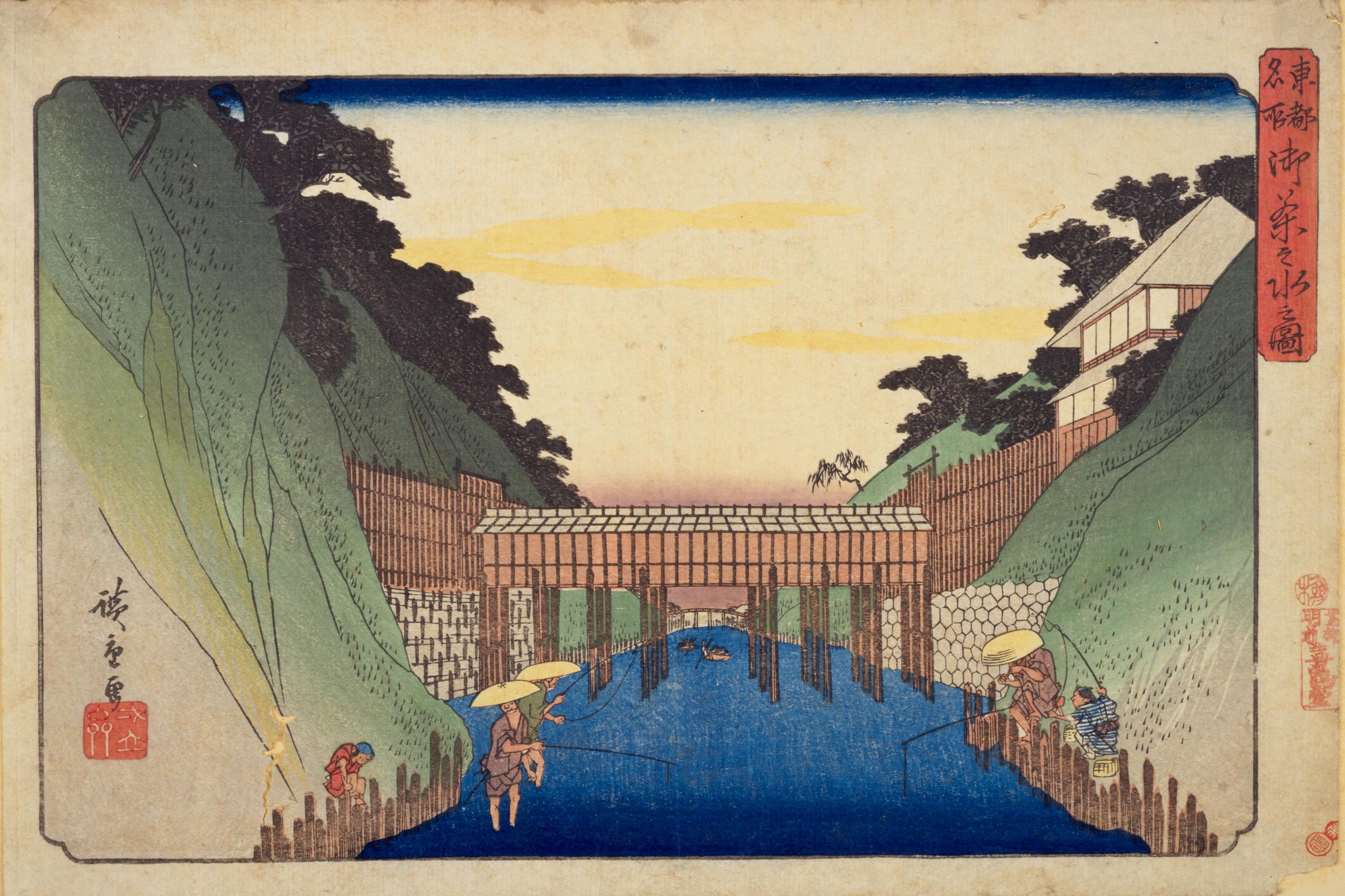
歌川広重の『東都名所』に描かれた神田上水懸樋

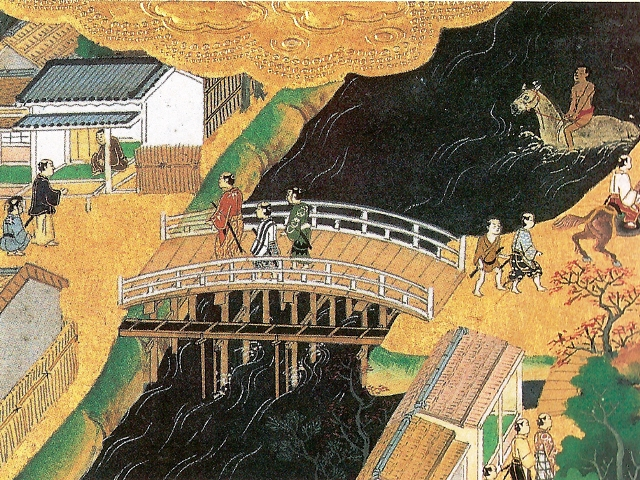
『江戸図屏風』に描かれた江戸時代初期の水道橋。懸樋は橋の下側に描かれている。

神田上水懸樋（かんだじょうすいかけひ）は、江戸時代に神田上水が神田川を跨ぐ地点に設置されていた懸樋。現在の東京都千代田区神田三崎町と文京区本郷の間の神田川上空に架けられ、木製の木樋や石製の石樋が主に使われた。水道橋と水道橋駅の由来になった。

## 歴史
1590年（天正18年）に関東に封じられた徳川家康は、江戸の都市整備にあたり飲料水を確保すべく上水道の整備を始め、最初に神田上水の前身である小石川上水が開削された。続いて、徳川家光の時代に参勤交代が始まると、江戸への人口流入や町人の人口増加により水不足が起こったため、玉川・本所・青山・三田・千川の各上水が次いで開削された。これらは江戸の六上水と総称される。
この景観は江戸の名所のひとつとなり、神田川に浮かべた舟からその景観を楽しむ人もいた。
『江戸名所図会』や歌川広重の『東都名所』でも描かれた。
嘉永2年（1849年）に発行され、文久3年（1864年）に改訂された地図である『小川町絵図』にも神田上水懸樋が描かれており、懸樋に被せられた屋根が矢羽根のような描画で表現されている。

## 現状

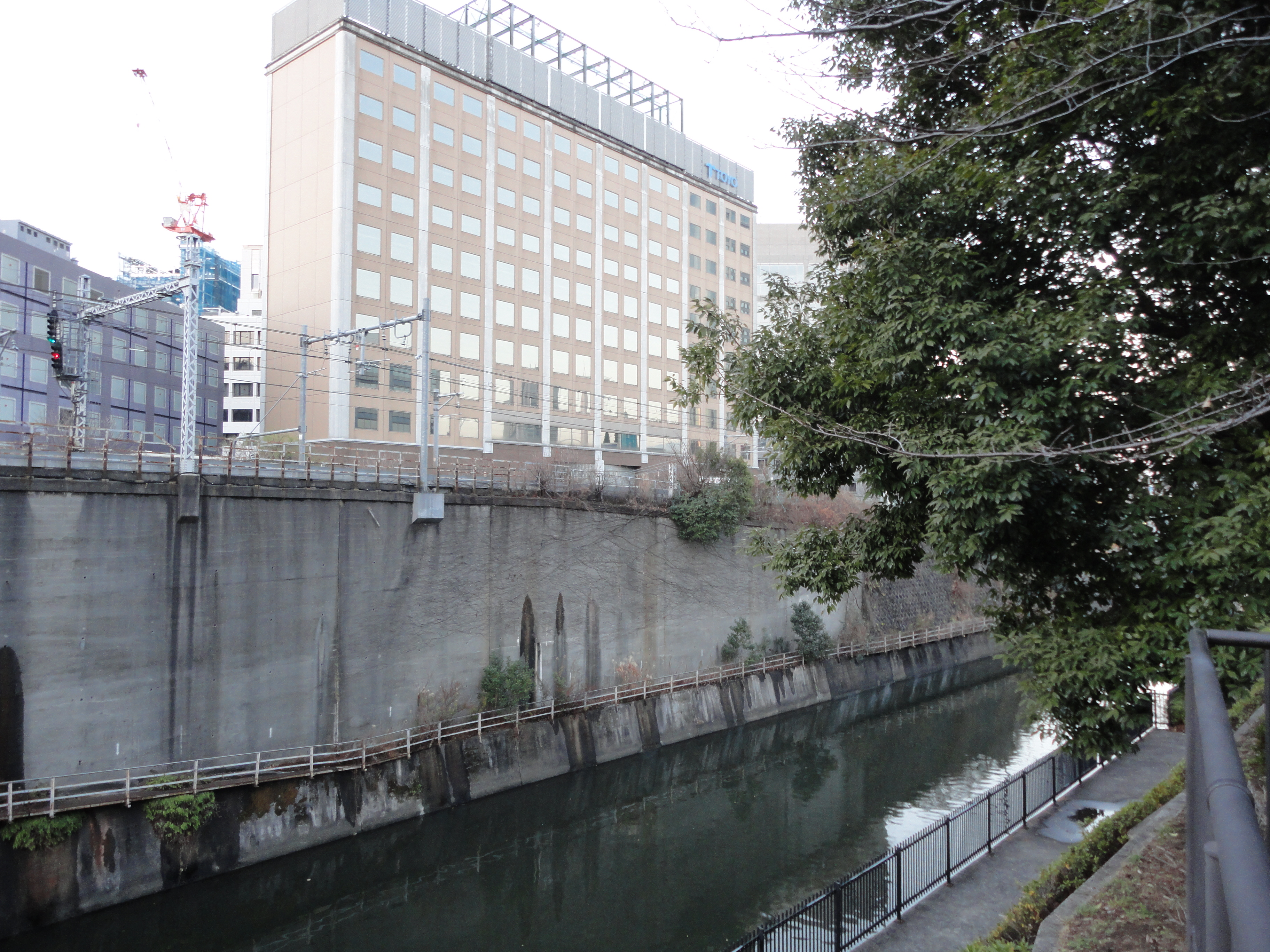
神田上水懸樋跡

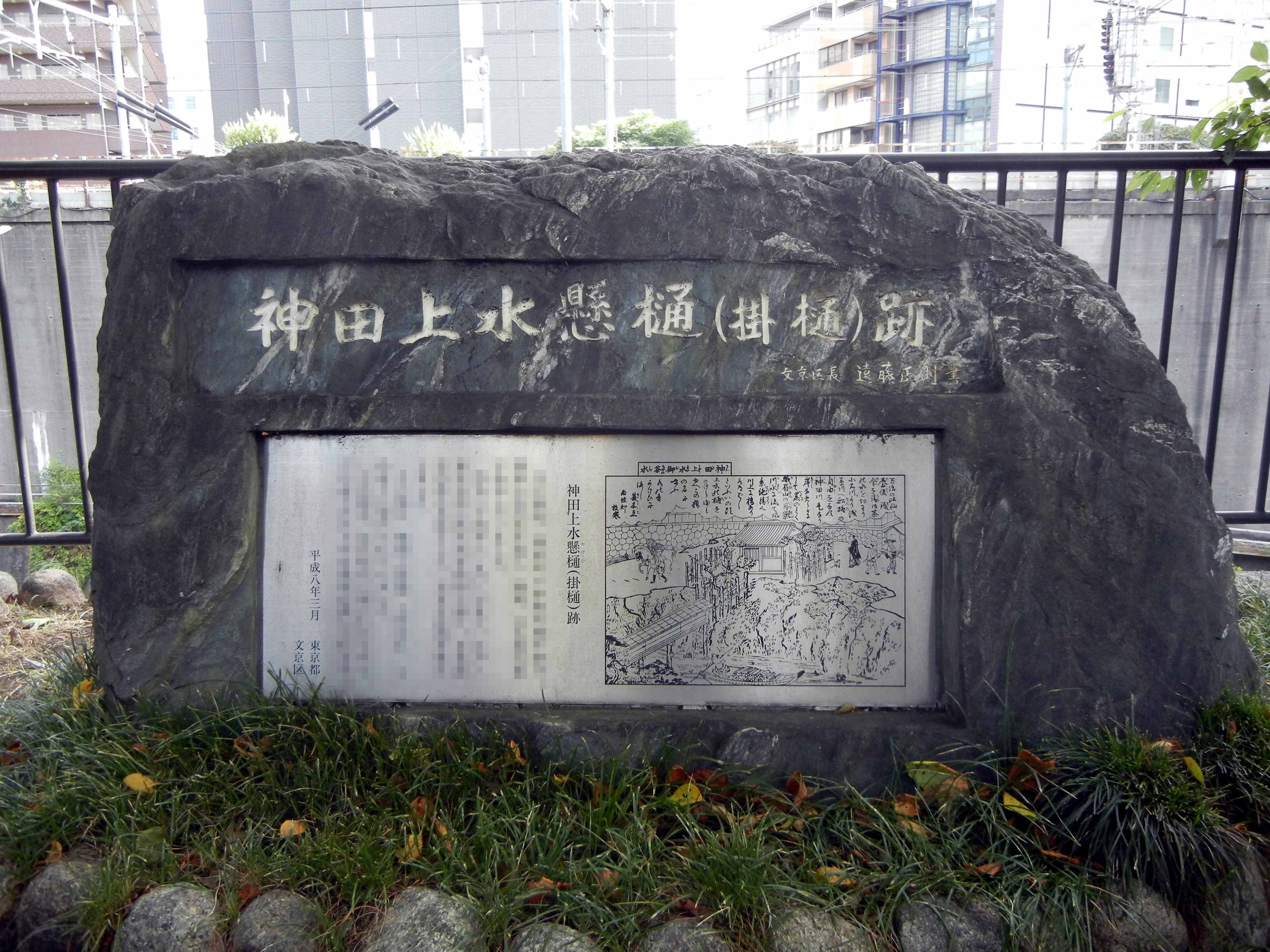
水道橋駅附近にある神田上水懸樋跡の石碑（2012年8月16日撮影）

神田上水懸樋は現存しないが、その文京区側の跡地には、神田川沿いの遊歩道に隣接して文京区が石碑を設置した（位置は北緯35度42分6.7秒 東経139度45分25.3秒 / 北緯35.701861度 東経139.757028度）。この石碑には、当時の懸樋の姿を描いた浮世絵が描かれ、説明文も記されている。一方、神田川の千代田区側は中央本線の盛土があるため人の立ち入りは困難であり、特に石碑などの設置もない。

## 関連文献
- 斎藤長秋 編「巻之二 天枢之部 お茶の水水道橋 神田上水懸樋」『江戸名所図会』 一、有朋堂書店〈有朋堂文庫〉、1927年、92-93頁。NDLJP:1174130/52。